# Apotolamprus vadoni
Apotolamprus vadoni är en skalbaggsart som beskrevs av Renaud Maurice Adrien Paulian 1976. Apotolamprus vadoni ingår i släktet Apotolamprus och familjen bladhorningar. Inga underarter finns listade i Catalogue of Life.